# ورزشگاه ملی بیریکی
ورزشگاه ملی بیریکی (به لاتین: Bairiki National Stadium) یک ورزشگاه در کیریباتی است که در بیاریکی واقع شده‌است.